# Xenosphex xerophilus
Xenosphex xerophilus (лат.) — вид песочных ос рода Xenosphex из подсемейства Mellininae (Crabronidae).

## Распространение
Неарктика: США (Калифорния, Аризона, Невада).

## Описание
От близких видов отличаются двузубчатыми мандибулами самок (трёхзубчатые у Xenosphex boharti), белыми отметинами на скутуме и скапусе усика (у Xenosphex boharti они чёрные); чёрным проподеумом (у Xenosphex timberlakei он с белым пятном); основная окраска тела чёрная со светлыми отметинами. Среднего размера стройные осы (длина около 5 мм), обитающие в пустынных регионах США. Глаза сходятся внизу. Усики самок 12-члениковые, у самцов 13-члениковые. Места прикрепления усиков ниже средней линии головы, но отделены от клипеуса и с фронтоклипеальным швом не соприкасаются. Формула щупиков 6,4. Мандибулы с экстерновентральным зубцом или зазубрен. Нотаули короткие и не достигают половины длины скутума. Эпистернальные швы, омаулюс и стернаулюс отсутствуют. Средние голени с двумя вершинными шпорами. Коготки простые. Передние крылья с тремя субмаргинальными ячейками, вторая субмаргинальная ячейка сидячая или треугольная. Вольселла с дифференцировнными дигитусом и кусписом. Брюшко сидячее. Тело чёрное с беловатыми пятнами. Гнездятся в земле и на песке в аридных регионах. Ловят мух. Средние голени с двумя шпорами; омаулюс на мезоплевроне отсутствует.
Вид Xenosphex xerophilus был впервые описан в 1954 году американским гименоптерологом Френсисом Уильямсом (Department ot Entomology, California Academy of Sciences, Сан-Франциско, США) по типовому материалу из Калифорнии (США). Назван по особенностям местообитания в засушливых биотопах.